# Saint-Michel-de-Bannières
Saint-Michel-de-Bannières (okzitanisch: Sent Miquèl l’Entendon) ist eine südfranzösische Gemeinde mit 341 Einwohnern (Stand: 1. Januar 2022) im Département Lot in der Region Okzitanien. Die Gemeinde gehört zum Arrondissement Gourdon und zum Kanton Martel. 

## Geographie
Saint-Michel-de-Bannières liegt im Norden des Quercy. An der westlichen Gemeindegrenze verläuft der Fluss Tourmente durch ein Naturschutzgebiet, im Osten das Flüsschen Maumont. Umgeben wird Saint-Michel-de-Bannières von den Nachbargemeinden Condat im Norden, Branceilles im Nordosten, La Chapelle-aux-Saints im Osten, Vayrac im Süden, Saint-Denis-lès-Martel im Südwesten sowie Strenquels im Westen.

## Bevölkerungsentwicklung
| Jahr                       | 1962 | 1968 | 1975 | 1982 | 1990 | 1999 | 2006 | 2018 |
| Einwohner                  | 319  | 303  | 279  | 314  | 318  | 326  | 304  | 317  |
| Quellen: Cassini und INSEE |      |      |      |      |      |      |      |      |

## Sehenswürdigkeiten

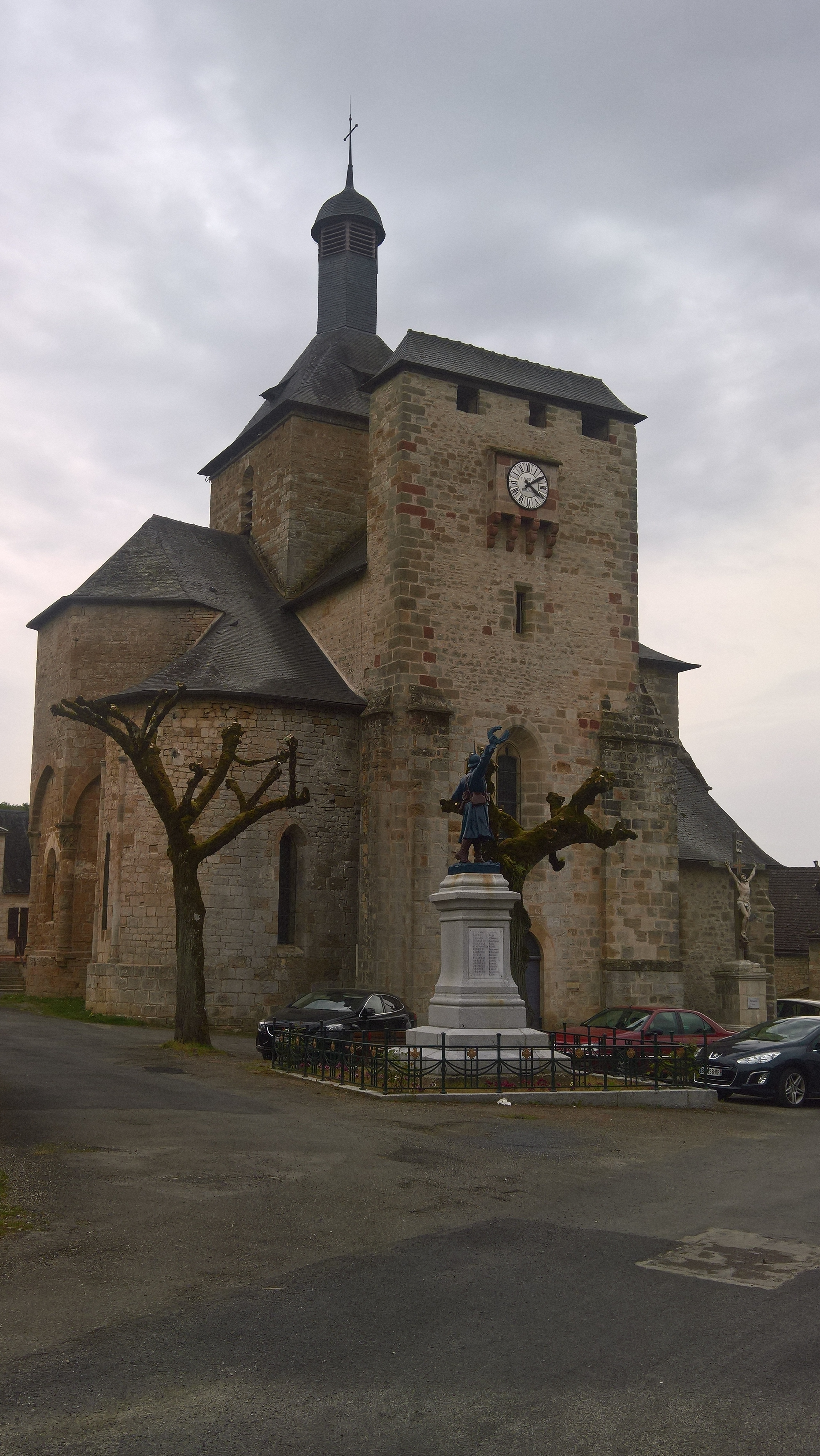
Kirche Saint-Michel

- Kirche Saint-Michel aus dem 15. Jahrhundert, Monument historique seit 1994